# Râul Turturești
Râul Turturești este un curs de apă, afluent al râului Cracău. 